# McNaughton Ridges
McNaughton Ridges är en bergstopp i Antarktis. Den ligger i Östantarktis. Australien gör anspråk på området. Toppen på McNaughton Ridges är 1 066 meter över havet.
Terrängen runt McNaughton Ridges är lite kuperad. Trakten är obefolkad. Det finns inga samhällen i närheten. 